# 16 décembre en sport
16 novembre 16 janvier
Chronologies thématiques
- Croisades
- Ferroviaires
- Disney

Le 16 décembre (350e jour de l'année ou 351e en cas d'année bissextile) en sport.

## Événements

### XIXesiècle
- 1882 :
  - (Rugby à XV /Tournoi britannique) : les Gallois reçoivent l'Angleterre dans le St Helens Rugby and Cricket Ground à Swansea dans le cadre du premier match du Tournoi. Ils sont défaits sur le score de 10 à 0 devant 3 000 spectateurs[1].
- 1884 :
  - (Cricket) : premier des cinq test matches de la tournée australienne de l’équipe anglaise de cricket. L’Angleterre bat l’Australie par 10 wickets.
- 1899 :
  - (Football) : fondation de l'AC Milan.

### XXesiècle: de 1951 à 2000
- 1979 :
  - (Football américain) : O. J. Simpson joue son dernier match dans la Ligne nationale de football.
  - (Tennis) : au Civic Auditorium de San Francisco, les États-Unis battent l'Italie 5-0 en finale de l'édition 1979 de la Coupe Davis.

### XXIesiècle
- 2001 :
  - (Handball / Championnat du monde féminin) : à Mérano, en Italie, la Russie remporte le Championnat du monde pour la première fois de son histoire à la suite de sa victoire 30 à 25 contre l'équipe de Norvège, cela malgré les neufs buts de l'arrière droite norvégienne Kjersti Grini. La Yougoslavie complète le podium grâce à son succès face au Danemark lors de la petite finale.
- 2018 :
  - (Handball / Euro féminin) : en finale de l'Championnat d'Europe féminin qui se déroule à l'AccorHotels Arena de Paris, la France devient championne d'Europe en battant la Russie 24-21.
  - (Hockey sur gazon / Coupe du monde) : en finale de la Coupe du monde masculine de hockey sur gazon qui se déroule en Inde, victoire de la Belgique qui s'impose face aux Pays-Bas aux Tirs au but 3-2 après un score vierge à la fin du temps réglementaire.

## Naissances

### XIXesiècle
- 1863 :
  - Fred Dewhurst, footballeur anglais. (9 sélections en équipe nationale). (° 21 avril 1895).
- 1876 :
  - Rodolphe William Seeldrayers, sportif belge. Président de la FIFA de 1954 à 1955. († 7 octobre 1955).
- 1879 :
  - César Garin, cycliste sur route franco-italien. († 27 mars 1951).
- 1882 :
  - Jack Hobbs, joueur de cricket anglais. (61 sélections en test cricket). († 21 décembre 1963).
- 1883 :
  - Cyrille Van Hauwaert, cycliste sur route belge. Vainqueur des Bordeaux-Paris 1907 et 1909, de Milan-San Remo 1908 et Paris-Roubaix 1908. († 15 février 1974).
- 1900 :
  - Horatio Fitch, athlète de sprint américain. Champion olympique du 50 km marche aux Jeux de Berlin 1936. Champion d'Europe d'athlétisme du 50 km marche 1938. († 27 décembre 1985).

### XXesiècle: de 1901 à 1950
- 1903 :
  - Harold Whitlock, athlète de marches athlétiques britannique. Médaillé d'argent du 400 m aux Jeux de Paris 1924. († ? Mai 1985).
- 1910 :
  - Áttila de Carvalho, footballeur brésilien.
- 1912 :
  - Jacques Mouvet, bobeur belge. Médaillé du bob à quatre aux Jeux de Londres 1948. († ?).
- 1920 :
  - Les Leston, pilote de courses automobile britannique. († 13 mai 2012).
- 1925 :
  - Édouard Kargu, footballeur français. (11 sélections en équipe de France). († 13 mars 2010).
- 1931 :
  - Lars Björn, hockeyeur sur glace suédois. Médaillé de bronze aux Jeux d'Oslo 1952. Champion du monde de hockey sur glace 1953 et 1957. († 15 août 2024).
- 1932 :
  - Henry Taylor, pilote de courses automobile britannique. († 24 octobre 2013).
- 1935 :
  - Nelson Pessoa, cavalier de saut d'obstacles brésilien. Champion d'Europe de saut d'obstacles 1966.
- 1939 :
  - Wayne Connelly, hockeyeur sur glace canadien.
- 1940 :
  - Hervé Poulain, pilote de rallyes automobile français.
- 1946 :
  - Roland Sandberg, footballeur suédois. (37 sélections en équipe nationale).
- 1947 :
  - André Gaudette, hockeyeur sur glace canadien.
  - Vince Matthews, athlète de sprint américain. Champion olympique du relais 4 × 400 m aux Jeux de Mexico 1968 puis du 400 m aux Jeux de Munich 1972. Détenteur du Record du monde du relais 4 × 400 mètres du 20 octobre 1968 au 1er octobre 1988.
- 1950 :
  - Roy Schuiten, cycliste sur piste et sur route néerlandais. Champion du monde de cyclisme sur piste de la poursuite individuelle 1974 et 1975. († 19 septembre 2006).

### XXesiècle: de 1951 à 2000
- 1951 :
  - Mike Flanagan, joueur de baseball américain. († 24 août 2011).
- 1952 :
  - Francesco Graziani, footballeur puis entraîneur italien. Champion du monde de football 1982. (64 sélections en équipe nationale).
- 1954 :
  - Joslyn Hoyte-Smith, athlète de sprint britannique. Médaillée de bronze du relais 4 × 400 m aux Jeux de Moscou 1980.
- 1955 :
  - Denis Giraudet, copilote de rallyes automobile français.
- 1958 :
  - Jeff Ruland, basketteur puis entraîneur américain.
  - Debbie Scott, athlète de demi-fond canadienne.
- 1959 :
  - Fatima Aouam, athlète de demi-fond et de fond marocaine. Championne d'Afrique d'athlétisme du 3 000m et médaillée d'argent du 1 500m 1988. († 27 décembre 2014).
  - Dragan Zdravković, athlète de demi-fond yougoslave puis serbe.
- 1960 :
  - Pat Van Den Hauwe, footballeur gallois. Vainqueur de la Coupe d'Europe des vainqueurs de coupe 1985. (13 sélections en équipe nationale).
- 1962 :
  - Charly Mottet cycliste sur route français. Vainqueur du Tour de Lombardie 1988.
  - William Perry, joueur foot U.S. américain.
- 1964 :
  - Heike Drechsler athlète de sprint, de saut et de combiné est-allemande puis allemande. Médaillée d'argent du saut en longueur et de bronze du 100 m et 200 m aux Jeux de Séoul 1988 puis championne olympique du saut en longueur aux Jeux de Barcelone 1992 et aux Jeux de Sydney 2000. Championne du monde d'athlétisme du saut en longueur 1983 et 1993. Championne d'Europe d'athlétisme du 200 m et du saut en longueur 1986, championne d'Europe d'athlétisme du saut en longueur 1990, 1994 et 1998. Détentrice du Record du monde du 200 m du 29 juin 1986 au 29 septembre 1988 et du Record du monde du Saut en longueur du 22 septembre 1985 au 11 juin 1988.
  - John Kirwan joueur de rugby puis entraîneur néo-zélandais. Champion du monde de rugby à XV 1987. (63 sélections en équipe nationale). Sélectionneur de l'équipe d'Italie de 2002 à 2005 puis de l'équipe du Japon de 2007 à 2011.
- 1965 :
  - Christian Lavieille pilote de moto puis pilote auto de rallye-raid français. Vainqueur des Bols d'or 1996, 1999 et 2001.
- 1967 :
  - Donovan Bailey athlète de sprint canadien. Champion olympique du 100 m et du relais 4 × 100 m aux Jeux d'Atlanta 1996. Championnats du monde d'athlétisme du 100 m et du relais 4 × 100 m 1995 et champion du monde d'athlétisme du relais 4 × 100 m et médaillé d'argent du 100 m 1997. Détenteur du Record du monde du 100 m du 27 juillet 1996 au 16 juin 1999.
- 1969 :
  - Michelle Smith nageuse irlandaise, Championne olympique sur 400 m nage libre, 200 m 4 nages et 400 m 4 nages puis médaillée de bronze du 200 m papillon aux Jeux d'Atlanta 1996.
- 1971 :
  - Stéphane Plantin handballeur français. Champion du monde de handball 2001. (72 sélections en équipe nationale).
- 1973 :
  - Sergueï Kovaltchouk, footballeur et entraîneur biélorusse.
- 1975 :
  - Frédérique Jossinet judokate française. Médaillée d'argent des -48 kg aux Jeux d'Athènes 2004. Championne d'Europe de judo des -48 kg 2001, 2002 et 2009.
- 1977 :
  - Éric Bélanger, hockeyeur sur glace canadien.
  - Jackline Maranga, athlète de demi-fond et de fond kényane. Championne du monde de cross-country individuelle 1999. Championne d'Afrique d'athlétisme du 1 500m 1998 et 2002.
- 1978 :
  - Roel Moors, joueur et entraîneur de basket-ball belge.
- 1979 :
  - Trevor Immelman, golfeur sud-africain. Vainqueur du Masters 2008.
  - Daniel Narcisse, handballeur français. Champion olympique aux Jeux de Pékin 2008 et aux Jeux de Londres 2012 puis médaillé d'argent aux Jeux de Rio 2016. Champion du monde de handball 2001, 2009 et 2015. Champion d'Europe de handball 2006, 2010 et 2014. Vainqueur des Ligue des champions 2010 et 2012. (280 sélections en équipe de France).
- 1980 :
  - Alekseï Terechtchenko, hockeyeur sur glace russe. Champion du monde de hockey sur glace 2008, 2009 et 2012.
- 1981 :
  - Cedrick Banks, basketteur américain.
- 1982 :
  - Stanislav Šesták, footballeur slovaque. (66 sélections en équipe nationale).
- 1983 :
  - Kelenna Azubuike, basketteur nigérian.
  - Joey Dorsey, basketteur américain.
  - Dominik Klein, handballeur allemand. Champion du monde de handball 2007. Vainqueur des Ligue des champions de handball 2007, 2010 et 2012. (187 sélections en équipe nationale).
- 1985 :
  - Alice Durand, handballeuse française. Victorieuse de la Coupe Challenge de handball 2015. (2 sélections en équipe de France).
- 1986 :
  - Alcides Escobar, joueur de baseball vénézuélien.
  - Vincent Gérard handballeur français. Médaillé d'argent aux Jeux de Rio 2016 puis champion olympique aux Jeux de Tokyo 2020. Champion du monde masculin de handball 2017 et médaillé de bronze au mondial 2019. Champion d'Europe de handball masculin 2014 et médaillé de bronze à l'Euro 2018. Vainqueur de la Ligue des champions 2018. (112 sélections en équipe de France).
  - Przemysław Zamojski, basketteur polonais.
- 1988 :
  - Mats Hummels, footballeur allemand. Champion du monde de football 2014. (44 sélections en équipe nationale).
  - Alexey Shved, basketteur russe. Médaillé de bronze aux Jeux de Londres 2012. Vainqueur de l'Euroligue de basket-ball 2008. (28 sélections en équipe nationale).
- 1990 :
  - D.J. Cooper, basketteur américano-bosniaque.
- 1992 :
  - Lucie Ignace karatéka française. Championne du monde de karaté en kumite -de 55 kg 2012 puis championne du monde de karaté du kumite par équipes et médaillée d'argent en individuelle des -61 kg 2016. Championne d'Europe de karaté en kumite des -61 kg 2015 et 2016.
  - Henrik Jakobsen handballeur norvégien. (22 sélections en équipe nationale).
  - Lieke Martens, footballeuse néerlandaise. (59 sélections en équipe nationale).
  - Ronald Musagala, athlète de demi-fond ougandais.
  - Tom Rogić, footballeur australien. (23 sélections en équipe nationale).
  - Steeve Yago, footballeur burkinabé. (25 sélections en équipe nationale).
- 1994 :
  - Nigel Hayes, basketteur américain.
- 1996 :
  - Wilfred Ndidi, footballeur nigérian.
  - Sergio Reguilón, footballeur espagnol.
- 1997 :
  - Bassam Al-Rawi, footballeur irako-qatarien. (55 sélections avec l'équipe du Qatar).

### XXIesiècle
- 2002 :
  - Victor Kristiansen, footballeur danois.
- 2005 :
  - Clement Bischoff, footballeur danois.

## Décès

### XXesiècle: de 1901 à 1950
- 1913 :
  - Léon Bollée, 43 ans, industriel, constructeur automobile et pilote automobile français. (° 1er avril 1870).
- 1926 :
  - William Larned, 53 ans, joueur de tennis américain. Vainqueur des US open 1901, 1902, 1907, 1908, 1909, 1910 et 1911 puis de la Coupe Davis 1902. (° 30 décembre 1872).
- 1940 :
  - Juan Carreño, 31 ans, footballeur mexicain. (8 sélections en équipe nationale). (° 14 août 1909).
- 1945 :
  - Simeon Price, 63 ans, golfeur américain. Médaillé de bronze par équipes aux Jeux de Saint-Louis 1904. (° 16 mai 1882).

### XXesiècle: de 1951 à 2000
- 1967 :
  - Eugène Pollet, 81 ans, gymnaste français. Médaillé de bronze du concours général par équipes aux Jeux d'Anvers 1920. (° 29 septembre 1886).
- 1968 :
  - Jock Walker, 86 ans, footballeur écossais. (9 sélections en équipe nationale). (° ? 1882).
- 1973 :
  - Sid Barnes, 57 ans, joueur de cricket australien. (13 sélections en Test cricket). (° 5 juin décembre 1916).
- 1988 :
  - Babe Pratt, 72 ans, hockeyeur sur glace canadien. (° 7 janvier 1916).

### XXIesiècle
- 2012 :
  - Adam Ndlovu, 42 ans, footballeur zimbabwéen. (14 sélections en équipe nationale). (° 26 juin 1970).
- 2016 :
  - Faïna Melnyk, 71 ans, athlète de lancers soviétique russe. Championne olympique du disque aux Jeux de Munich 1972. Championne d'Europe d'athlétisme du disque 1971 et 1974. (° 9 juin 1945).
- 2020 :
  - Kálmán Sóvári, 79 ans, footballeur hongrois. (17 sélections en équipe nationale). (° 21 décembre 1940).
- 2021 :
  - Yves Dreyfus, 90 ans, escrimeur français. Médaillé de bronze d'épée par équipes aux Jeux de Melbourne en 1956 puis de Tokyo en 1964. Champion du monde d'épée par équipes en 1962, 1965 et 1966 et vice-champion du monde en 1961, 1963 et 1967. Vice-champion du monde d'épée en individuel en 1963. (° 17 mai 1931).
  - Alphonse Martinez, 93 ans, footballeur français. (° 7 juin 1928).
  - Taniela Moa, 36 ans, joueur de rugby à XV tongien. (21 sélections en équipe nationale). (° 11 mars 1985).
- 2022 :
  - Ammar Merrichkou, 80 ans, footballeur tunisien. Vainqueur de la Coupe arabe des nations en 1963. (° 20 juin 1942).
  - Siniša Mihajlović, 53 ans, footballeur puis entraîneur yougoslave puis serbe. Vainqueur de la Coupe des clubs champions en 1991 avec l'Étoile rouge de Belgrade puis de la Coupe d'Europe des vainqueurs de coupe en 1999 avec la Lazio Rome. Sélectionneur de la Serbie entre 2012 et 2013. (63 sélections en équipe nationale). (° 20 février 1969).
- 2023 :
  - Rolando Garbey, 76 ans, boxeur puis entraîneur cubain. Médaillé d'argent aux Jeux de 1968 puis de bronze à ceux de 1976 et champion du monde en 1974 dans la catégorie des super-welters. (° 19 novembre 1947).
  - Oleg Ryakhovskiy, 90 ans, athlète soviétique spécialiste du triple saut. Vice-champion d'Europe en 1958. Détenteur du record du monde entre 1958 et 1959. (° 19 octobre 1933).